# 迈里纳克朗图 (洛特省)
迈里纳克朗图（法語：Mayrinhac-Lentour）是法国洛特省的一个市镇，属于菲雅克区（Figeac）圣塞雷县（Saint-Céré）。该市镇总面积15.57平方公里，2009年时的人口为501人。

## 人口
迈里纳克朗图人口变化图示